# Eisenbahnunfall von Yokohama (1951)

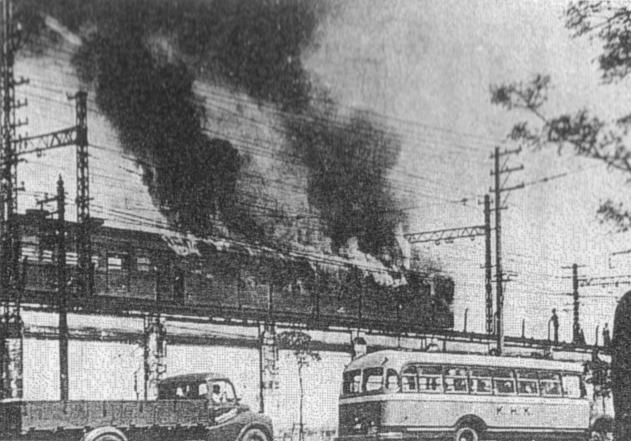
Der brennende erste Wagen des Zuges

Bei dem Eisenbahnunfall von Yokohama (jap. 桜木町事故, Sakuragi-chō jiko, dt. „Unfall von Sakuragi-chō“) geriet am 24. April 1951 im Bahnhof Sakuragichō in Yokohama, Japan, ein Nahverkehrszug der Japanese National Railways mit einem spannungsführenden Teil der Oberleitung in Kontakt. Der folgende Kurzschluss führte zum Brand des Zuges. 106 Menschen starben, 92 wurden schwer verletzt.

## Ausgangslage
Am Unfalltag fanden auf der Keihin-Strecke (heute: Negishi-Strecke) Unterhaltungsarbeiten an der Fahrleitung statt.
Gleichzeitig wurde auf der Strecke weiter planmäßiger Bahnverkehr durchgeführt, unter anderem mit Triebwagen der Bauart MoHa 63. Die Türen der Kriegsbaureihe 63 ließen sich nur elektrisch öffnen, was zwar durch eine Türnotöffnung überbrückbar war, diese aber war für die Reisenden nicht ohne weiteres erkennbar unter den Sitzen angebracht. Außerdem waren – aufgrund kriegsbedingter Materialknappheit – anstelle eines großen Fensters jeweils drei kleine eingebaut worden.

## Unfallhergang
Um 13:38 Uhr wurde bei den Wartungsarbeiten versehentlich ein Tragseil durchtrennt. Dadurch sackte der stromführende Fahrdraht ab und hing durch.
Vier Minuten später näherte sich der Gefahrenstelle vom Bahnhof Yokohama her ein fünfteiliger Triebzug der Bauart MoHa 63 (1271B). Dessen Stromabnehmer verfing sich in der herabhängenden Leitung und ein spannungsführendes Teil der Fahrleitung schlug gegen den hölzernen Wagenkasten, was einen Kurzschluss auslöste. Der damit verbundene Lichtbogen setzte das Dach des ersten Wagens des Zuges in Brand und die Anlage zur elektrischen Türöffnung außer Funktion. Der Wagen war mit etwa 150 Reisenden besetzt. Die Durchgangstür zum zweiten Wagen öffnete nach innen, was aber nicht mehr möglich war, da die in Panik geratenen Reisenden, die zu fliehen versuchten, dagegen drückten. Die Fenster waren zu klein, um sie als Notausstieg zu verwenden. Der Wagen in Holzbauart brannte innerhalb von 10 Minuten komplett aus.

## Folgen
Der Unfall führte zum Rücktritt von Hideo Shima, dem Direktor, der für das Rollmaterial zuständigen Abteilung der Japanese National Railways. Er war ab 1955 zuständig für Konstruktion und Bau der Shinkansen, Japans erstem Hochgeschwindigkeitszug.
Innerhalb von zwei Jahren wurden in allen 800 Wagen der Baureihe MoHa 63 die Isolation verbessert und die Türnotöffnung deutlich gekennzeichnet.
Für die Opfer des Unfalles wurde im Tempel Sōji-ji in Yokohama eine Gedenkstätte errichtet.